# Francesco Ottaviano Renucci
Francesco Ottaviano Renucci (Pero-Casevecchie, 15 agosto 1767 – Bastia, 23 giugno 1842) è stato uno scrittore còrso.

## Biografia
Nato nell'agosto del 1767 a Pero-Casevecchie, paese presso la costa tirrenica dell'isola nell'ultimo anno di dominazione genovese prima del passaggio alla Francia in seguito al trattato di Versailles.
Studiò presso un suo zio che si era laureato in teologia a Milano, poi cominciò a scrivere poesie negli anni giovanili influenzato da Fulvio Testi e Torquato Tasso; nel 1789 celebrò il ritorno di Pasquale Paoli in Corsica, patriota còrso che aveva lottato contro la dominazione genovese e francese, a causa della quale si era esiliato a Londra.
Quando morì suo zio decise di passare alla vita ecclesiastica, infatti frequentò il seminario di La Porta e di Bastia; nel seminario di La Porta fu compagno del futuro Maresciallo di Francia Orazio Sebastiani.
Allo scoppio della Rivoluzione francese fuggì in Italia e a Genova venne consacrato sacerdote, inoltre nello stesso periodo il vescovo di Mariana Ignace-François de Joannis de Verclos lo raccomandò all'arcivescovo di Milano Filippo Maria Visconti dove ottenne l'ingresso nel seminario retto dagli Oblati dei Santi Ambrogio e Carlo e l'Archiginnasio di Brera, dove ebbe come maestro il filosofo italo-svizzero Francesco Soave e il poeta Giuseppe Parini e concludendo gli studi all'Università di Pavia, dove studiò diritto.
Durante il suo lungo soggiorno in Lombardia conobbe anche lo scienziato Alessandro Volta, il naturalista Lazzaro Spallanzani e l'anatomista Antonio Scarpa.
Nel 1796 scrisse le Osservazioni critiche sopra la storia di Corsica, durante un suo soggiorno a Milano ne offrì una copia al Saliceti e nello stesso anno affermò che la lingua dei corsi è l'italiano.
Convinto dal Saliceti, passò dalla parte dei francesi e scrisse un comunicato a Livorno di arrendersi alle truppe e combattere gli inglesi che avevano conquistato l'isola due anni prima.
Tornato nella sua terra natale dopo sette anni venne nominato nell'amministrazione del dipartimento del Golo (odierna Alta Corsica), dove ebbe la sezione sicurezza e istruzione pubblica, venendo poi promosso professore di diritto civile e bibliotecario, anche se a Bastia mancava una biblioteca.
Quindi chiese e ricevette alcune casse di libri dal fratello di Napoleone e ministro dell'Interno Luciano Bonaparte per formare la prima biblioteca pubblica dell'isola.
Inoltre segnalò più volte il cattivo stato della Cattedrale del Nebbio di San Fiorenzo, costruita nel XII secolo dai pisani e antica sede dei vescovi del Nebbio.
Nel 1830 terminò la sua carriera di insegnamento e si ritirò a Bastia a vita privata dove scrisse le sue Memorie.
Nell'agosto del 1834 durante le sue visite all'Hôpital Saint-Louis di Parigi dimostrò per primo la presenza costante dell'acaro Sarcoptes scabiei tra i malati di scabbia.

## Opere
- Osservazioni critiche sopra la storia di Corsica, Stampatore Luigi Veladini, Milano, 1796
- Quattro storiche novelle, Tip. Picotti, Venezia, 1827
- Storia di Corsica, 2 voll., Tip. Fabiani, Bastia, 1833-1834
- Novelle storiche corse, Tip. Fabiani, Bastia, 1835
- Novelle storiche corse, rivedute, corrette ed accresciute di sei novelle inedite, Tip. Fabiani, Bastia, 1838
- Tre novelle storiche, Alvisopoli, Venezia, 1839
- Nouvelles corses, tradotte in fr. da A. Filippi, Hachette, Parigi, 1841
- Memorie, Tip. Fabiani, 1842, Bastia